# سولونتاخ
سولونتاخ (روسی: Солунтах) یک دریاچه در استان یاقوتستان کشور روسیه است.